# مارکو پیزانو
مارکو پیزانو (انگلیسی: Marco Pisano؛ زادهٔ ۱۳ اوت ۱۹۸۱) بازیکن فوتبال اهل ایتالیا است.
از باشگاه‌هایی که در آن بازی کرده‌است می‌توان به باشگاه ورزشی لاتزیو، باشگاه فوتبال آسکولی، باشگاه فوتبال تورینو، باشگاه فوتبال پارما، باشگاه فوتبال برشا، باشگاه فوتبال باری، باشگاه فوتبال ونتزیا، باشگاه فوتبال سمپدوریا، باشگاه فوتبال ویچنزا، و باشگاه فوتبال پالرمو اشاره کرد.
وی همچنین در تیم ملی فوتبال زیر ۲۱ سال ایتالیا بازی کرده‌است.